# Mammella

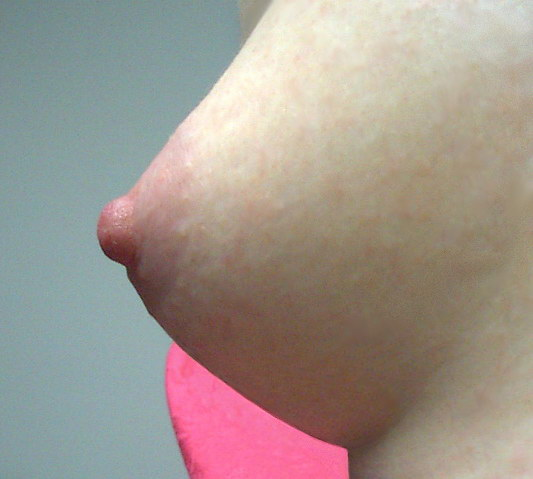
Profilo della mammella in una donna

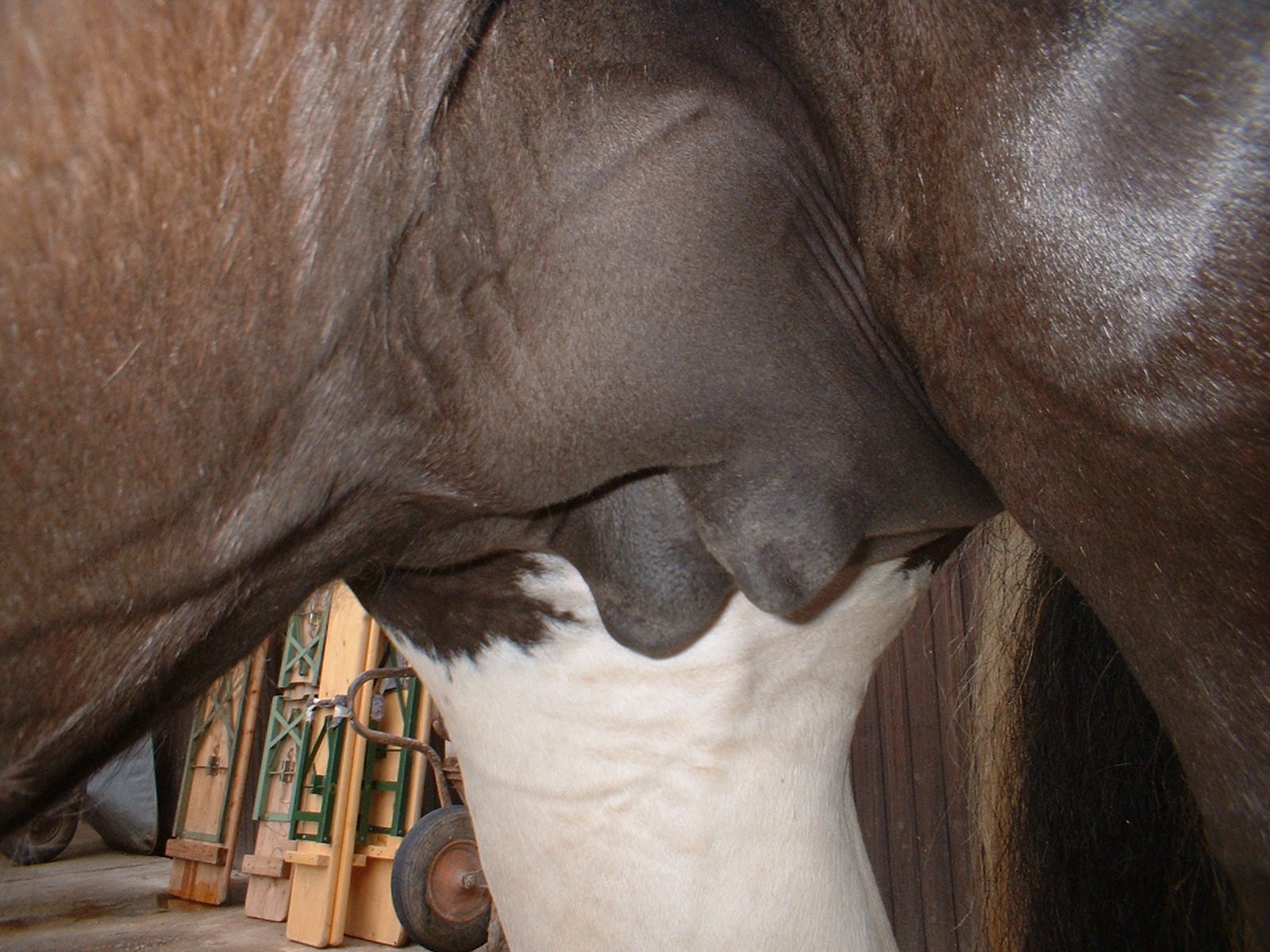
Mammelle in una giumenta

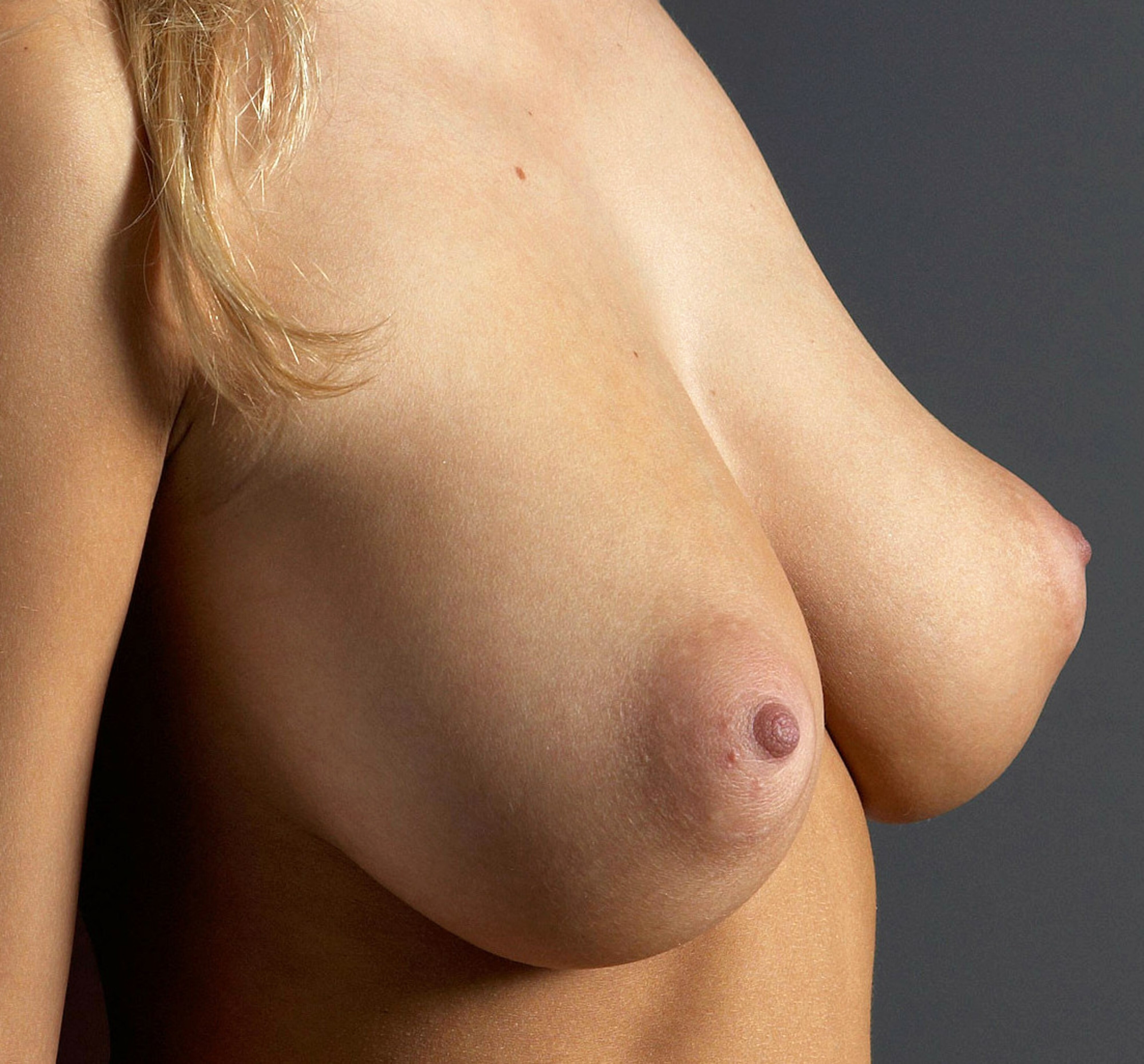
mammelle umane

La mammella (IPA: /mamːˈɛlːa/) è un organo ghiandolare che nelle femmine di mammifero secerne il latte dopo il parto di uno o più neonati.
Si tratta di una struttura caratterizzante la classe dei mammiferi, in particolare gli euteri, l'unico gruppo con evidenti mammelle esterne, presenti peraltro anche nei metateri all'interno della sacca marsupiale.
Nel genere umano l'organo femminile, oltre che strumento di nutrizione, a seguito dello sviluppo nel telarca, è anche una caratteristica sessuale secondaria nella donna e può essere visto anche nella sua valenza simbolica. In italiano, tale organo viene comunemente e meno precisamente chiamato seno.

## Filogenesi

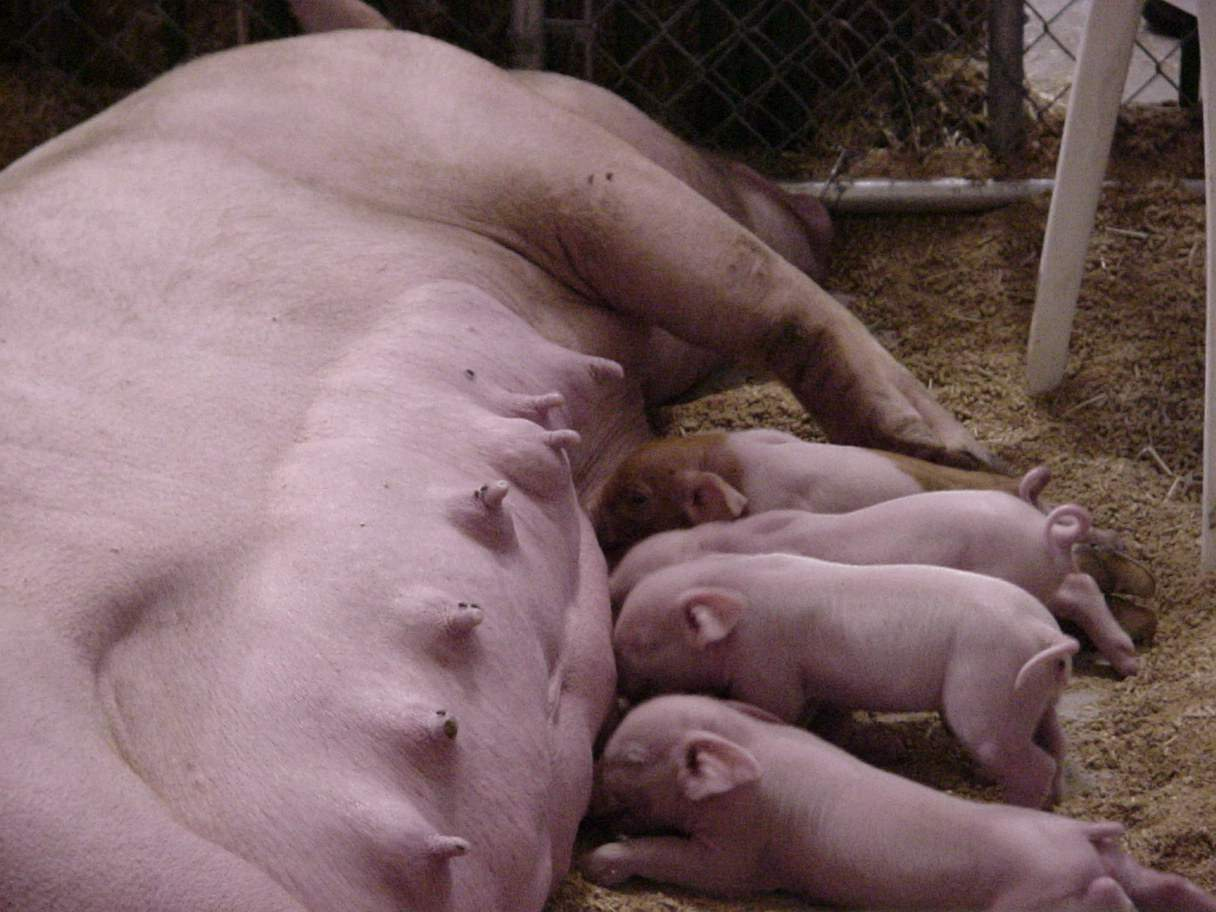
Mammelle di una scrofa

La presenza della ghiandola mammaria secernente latte distingue la classe dei mammiferi. Fu ereditata dai cinodonti della fine del triassico. Nei mammiferi euplacentati, o euteri, queste ghiandole sono organizzate a formare le mammelle propriamente dette, mentre nei marsupiali la forma assume aspetti caratteristici per nutrire un piccolo con un grado di sviluppo ancora arretrato. Le mammelle sono un organo pari e simmetrico, da due come in genere nei primati, fino a 20. I monotremi non possiedono mammelle organizzate, ma il latte, proveniente da ghiandole tubolari, viene sorbito dai cuccioli nella zona cutanea sovrastante lo sbocco dei dotti galattiferi. L'assenza di labbra e vestibolo boccale non permetterebbe in ogni caso la suzione da un eventuale capezzolo. Nei marsupiali i capezzoli sono presenti all'interno del marsupio.

## La mammella in diversi ordini
Nei teri le ghiandole mammarie sono tubulari-acinose e si differenziano lungo due direttrici, dette linee del latte, sul lato ventrale del feto in sviluppo. Tali linee procedono dalle ascelle all'inguine, ed in tutta la zona, di formazione di parenchima mammario, si potranno sviluppare, nell'individuo adulto le mammelle. La zona di localizzazione può essere tutta la linea, con elevato numero di mammelle come in molti insettivori (Soricomorpha), roditori, suiformi, carnivori. Possono altresì essere localizzate, inguinali in molti ungulati, ascellari nei chirotteri, pettorali nei sirenii, proboscidati e primati.
Il numero e la posizione delle ghiandole mammarie, complesse o semplici varia quindi notevolmente nei diversi mammiferi ed è, in genere, proporzionato al numero dei neonati che ciascuna specie può partorire. I capezzoli e ghiandole possono svilupparsi ovunque, per ogni singola specie, lungo le linee di latte e in generale la maggior parte dei mammiferi sviluppano le ghiandole mammarie a coppie lungo queste linee. Il numero di capezzoli varia da 2 nella maggior parte dei primati e nei proboscidati a 16 nei suiformi. L'Opossum della Virginia ne ha 13, uno dei pochi mammiferi con un numero dispari.

## Anatomia comparata

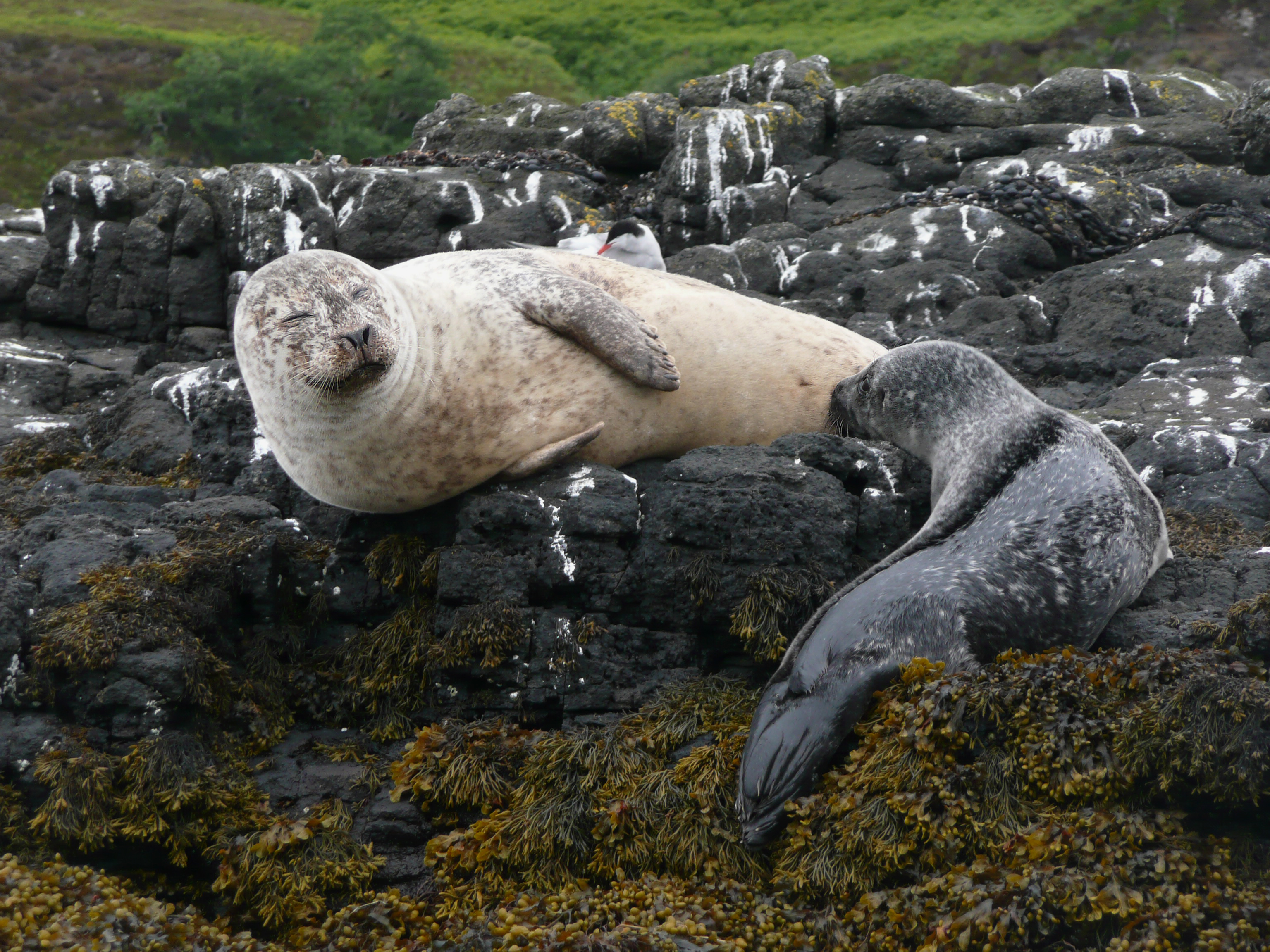
Nei mammiferi acquatici, come le foche, generalmente la mammella ha una elevata componente adiposa

Una forma particolare di mammella è quella che presenta una componente prevalente di tessuto adiposo rispetto alla controparte ghiandolare. Tale tipo di mammella si individua nei mammiferi acquatici quali i cetacei e i focidi. Anche l'uomo presenta una mammella di tal fatta: secondo studi evoluzionistici, pare che l'uomo rientri in questi casi differenziandosi, quindi, da altri primati. Oltre che per la mammella, anche l'assenza della pelliccia, viene considerato altro segno particolare di evoluzione nell'habitat acquatico. Secondo studi recenti fatti all'Università della Pennsylvania, la mammella maschile differisce da quella femminile anche in senso neurologico. Infatti, secondo questi studi, lo strofinio del capezzolo e della mammella femminili stimolerebbero il ragionamento e l'introspezione.

I seni costantemente sporgenti della donna, insolitamente grandi rispetto alle dimensioni del corpo, sono un unico sviluppo evolutivo il cui scopo non è ancora completamente noto, se non per l'aspetto relativo all'evoluzione in ambiente acquatico. Altri mammiferi tendono ad avere ghiandole mammarie meno cospicue che sporgono solo quando effettivamente è in atto il riempimento col latte.

## Anatomia umana
La mammella umana è un rilievo cutaneo pari (essendocene due) e simmetrico, una destra ed una sinistra, posto nella regione anteriore del torace, ai lati della linea mediana, localizzate tra la terza e la settima costa. L'organo è costituito in parte da tessuto adiposo, in parte da strutture ghiandolari che costituiscono la ghiandola mammaria. La mammella poggia su due strutture muscolari: muscolo grande pettorale e muscolo dentato anteriore (infero-lateralmente).
Fino al periodo della pubertà, le mammelle sono poco sviluppate in entrambi i sessi. Nella pubertà lo sviluppo della mammella maschile si interrompe, mentre la mammella femminile, sotto l'influsso degli estrogeni, subisce un notevole sviluppo, sia nella componente adiposa che in quella ghiandolare. La dimensione e la forma dell'organo femminile sono molto variabili, ciò è principalmente dovuto alla quantità di tessuto adiposo presente e alla sua localizzazione.

### Sinonimi
Con il termine "seno" ci si riferisce allo spazio compreso tra le mammelle. Nel linguaggio comune, questo termine viene spesso usato in riferimento all'organo stesso. Va però precisato che tale termine, in riferimento alla mammella femminile, risulta essere errato, poiché il termine indica una concavità (come si può intuire da espressioni come in seno a, oppure insenatura, le quali indicano entrambe qualcosa che sta dentro, all'interno); il lemma deriva infatti dal latino sinus, -us cioè sinuosità, in particolare la sinuosità concava formata dalle pieghe di una veste. Parimenti il termine "petto", utilizzato come sinonimo di mammella nel linguaggio comune, indica il torace nel suo insieme.

### La mammella femminile
La mammella femminile può essere idealmente suddivisa in quattro quadranti, costituiti da due linee perpendicolari che si intersecano presso il capezzolo.

#### Struttura

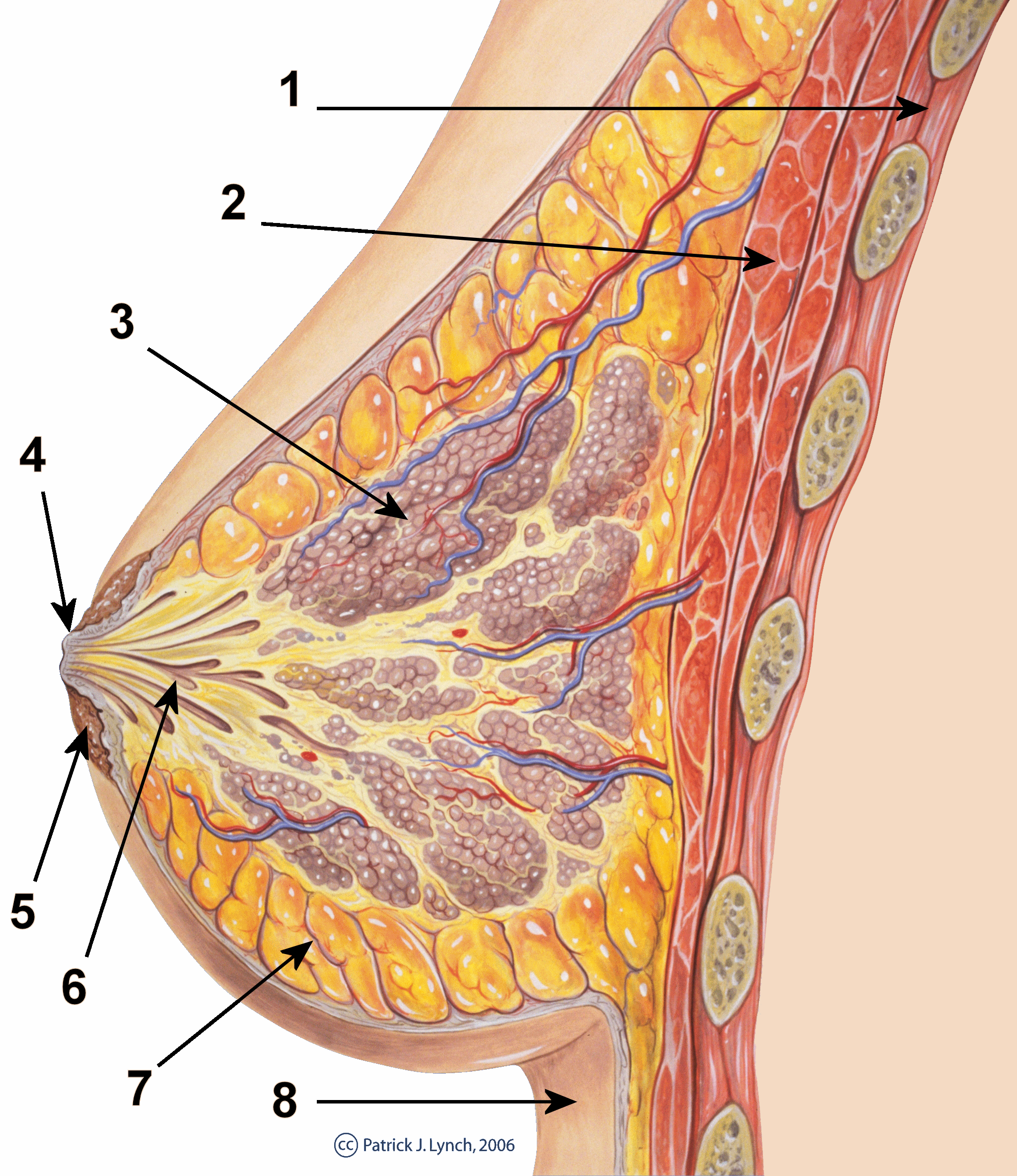
Vista in sezione della mammella femminile
1. Cassa toracica
2. Muscoli pettorali
3. Lobuli
4. Capezzolo
5. Areola
6. Dotti
7. Tessuto adiposo
8. Pelle

Più nel dettaglio, il tessuto mammario è composto da:
- una componente ghiandolare, (15-20 lobi), ognuno dei quali ha uno sbocco verso il capezzolo attraverso un dotto galattoforo;
- una componente adiposa, in cui sono inserite ed immerse le strutture ghiandolari;
- una componente fibrosa di sostegno, che genera suddivisioni tra le diverse appendici ghiandolari.

Presso l'apice della mammella si trova il capezzolo, sporgenza esterna di forma conica, nella cui regione apicale presenta 15-20 forellini (pori lattiferi) che costituiscono lo sbocco dei dotti galattofori. Il capezzolo è circondato dall'areola, una regione circolare pigmentata avente diametro medio che varia dai 3 agli 8 cm. L'areola è caratterizzata da piccole sporgenze (tubercoli di Montgomery), dovute alla presenza sottostante di ghiandole sebacee, dette anche ghiandole areolari, esse sono considerate ghiandole mammarie rudimentali. Sia il capezzolo che l'areola sono dotati di fibre muscolari lisce, disposte sia circolarmente che radialmente, che ne permettono la contrazione, formano strutture che prendono il nome di muscoli areolari. La contrazione genera l'erezione del capezzolo ed il corrugamento dell'areola, nonché la contrazione dei dotti galattofori. Ciò permette, nel periodo dell'allattamento, un agevole deflusso del latte. Il latte è il nutrimento che, in seguito al parto, la madre fornisce al neonato. Il secreto della ghiandola mammaria è, nei primi giorni, una sostanza amarognola povera di grassi ma particolarmente ricca di proteine e immunoglobuline, detta colostro. Il colostro quindi trasferisce al lattante una sorta di immunità passiva, ha anche proprietà lassative. Successivamente ha inizio la secrezione di latte vero e proprio.
I fasci fibrosi della mammella, talvolta detti retinacoli, si portano in profondità e dividono il parenchima ghiandolare in lobi e lobuli.
Ogni lobulo comprende gli alveoli che fungono da unità secernenti. Gli alveoli sono rivestiti da epitelio semplice poggiante su una membrana basale in cui sono intercalate cellule mioepiteliali che favoriscono la progressione del secreto attraverso dotti di calibro progressivamente crescente. Si comincia con i dotti alveolari per continuare in quelli lobulari ed arrivare ai dotti galattofori. Ogni lobulo ha il suo dotto galattoforo che sbocca lateralmente al capezzolo in un'ampolla, che prende il nome di seno galattoforo, questa ha la capacità di accumulare il secreto prodotto. L'epitelio da cubico semplice dei dotti alveolari diventa pluristratificato non cheratinizzato nei dotti galattofori.

#### Vasi sanguigni e linfatici
L'arteria mammaria esterna (o toracica laterale), ramo dell'arteria ascellare, è responsabile della vascolarizzazione della regione superficiale della mammella e dei quadranti laterali (supero-laterale ed infero-laterale) della ghiandola mammaria.
Le regioni profonde ed i quadranti mediali (supero-mediale ed infero-mediale) della ghiandola mammaria sono vascolarizzati da rami perforanti dell'arteria mammaria interna (o toracica interna), ramo dell'arteria succlavia.
La mammella è inoltre raggiunta da rami mammari laterali delle arterie intercostali posteriori da II a VI.
Le vene fanno capo alle vene cefalica, giugulare esterna, mammaria interna e intercostali.
I linfatici posteriori e laterali fanno capo ai linfonodi ascellari, quelli mediali drenano nei linfonodi mammari interni. Si hanno inoltre anastomosi fra i linfatici delle due mammelle e con i linfatici addominali. Il drenaggio della linfa si deve inoltre ai linfonodi interpettorali di Rotter.

#### Modificazioni fisiologiche della mammella
La mammella subisce notevoli modificazioni durante la gravidanza. Durante la prima metà della gravidanza la secrezione di estrogeni e progestinici induce ipertrofia alveolare e sviluppo di tutti i componenti della mammella, fatta eccezione del tessuto adiposo interstiziale, la cui massa diminuisce. L'areola, infatti, assume una colorazione più scura ed aumenta di diametro. Ciò è legato essenzialmente all'azione degli ormoni gonadotropi e, successivamente, dalla prolattina. La consistenza, poi, aumenta notevolmente in seguito al parto, dove l'ossitocina prodotta dall'ipotalamo induce la contrazione delle cellule mioepiteliali e quindi la secrezione di latte durante il periodo dell'allattamento.
Le mammelle divengono più turgide durante il periodo mestruale e, in maniera più o meno evidente, in seguito all'eccitazione femminile. L'invecchiamento porta invece ad un progressivo calo di volume della mammella con riduzione della ghiandola e aumento del tessuto adiposo.

### La mammella maschile
L'organo maschile è decisamente meno sviluppato di quello femminile. Nel maschio la mammella è costituita da un piccolo rilievo, con una piccola areola ed un piccolo capezzolo (silloide). La struttura ghiandolare sottostante è composta da un numero ridotto di strutture alveolari prive di lume. Esistono dotti lattiferi, ma sono brevi e privi di vere e proprie ramificazioni. Durante l'adolescenza, in ogni caso, può esserci un aumento anche delle dimensioni della mammella maschile (ginecomastia puberale). Tale aumento, in realtà, è seguito solitamente da una regressione in un tempo breve (uno-due anni).

## Patologia umana

### Anomalie e patologie della mammella
Tra le patologie che colpiscono la mammella figurano patologie genetiche e patologie legate allo sviluppo.
Tra le patologie genetiche figurano la politelia (la presenza di un soprannumero di capezzoli) o la polimastia (soprannumero di ghiandole mammarie). Sono in genere formazioni poco evidenti, non secernenti, che possono essere confuse con un lipoma se si tratta di ghiandola o con macchie cutanee o nei in caso di capezzoli rudimentali. Hanno la caratteristica di presentarsi costantemente lungo una linea ideale che va dalla cavità ascellare alla radice interna della coscia, la cosiddetta linea del latte, milk line degli autori anglosassoni e che coincide con quella presente in alcuni mammiferi.
Tra le patologie legate allo sviluppo, si può verificare nei maschi uno sviluppo volumetrico mono o bilaterale, detto ginecomastia. La mammella femminile, invece, nel corso dello sviluppo può andare incontro ad un numero maggiore di anomalie, tra cui: 
- il mancato sviluppo nel periodo della pubertà, solitamente legato a casi di agenesia delle ovaie o di deficienza ovarica;
- l'ingrossamento prematuro dell'organo, spesso correlato ad una sindrome di pubertà precoce;
- l'ipertrofia dell'organo (detta anche macromastia).

Possono anche verificarsi casi in cui una o entrambe le mammelle siano mancanti (amastia), sebbene anomalie di questo tipo siano spesso correlate a malformazioni sistemiche ben più gravi, generalmente incompatibili con la vita.
In ogni caso, le patologie vere e proprie sono legate a problemi nel delicato equilibrio degli ormoni provenienti essenzialmente da surrene e, soprattutto, ipofisi. Altri fattori determinanti lo sviluppo di patologie sono eventuali lesioni traumatiche a cui la mammella viene sottoposta o processi infiammatori cronici, che possono sfociare o complicare le forme tumorali (vedi mastopatia).
Una patologia infiammatoria dovuta a traumi o iatrogena è la malattia di Mondor.

### Indizi e sintomi nella storia della patologia della mammella
Della patologia delle mammelle si parla nel più antico documento medico dell'umanità in nostro possesso, ossia il papiro egizio di Edwin Smith. In questo papiro a contenuto prevalentemente chirurgico, vi sono otto riferimenti alle malattie delle mammelle e, in particolare, nel caso 45 descrive per la prima volta nella storia della medicina un tumore della mammella. La presentazione dei casi presentava uno schema ben definito. Alcuni casi esposti nel papiro si riferiscono ad ascessi, traumi e ferite infette, probabilmente dovute piuttosto ad infezioni della parete toracica.
È documentata un'autopsia fatta negli anni sessanta su una mummia egiziana su cui è stata riscontrata la presenza di una formazione mammaria che potrebbe essere riconducibile ad un adenoma calcifico. Ippocrate scrive poco sui tumori. Fu il primo ad abbozzare una generica distinzione fra tumori duri e tumori molli, inoltre egli si rivelò scettico sul loro trattamento:” è meglio evitare ogni trattamento; poiché se trattato il paziente morirà presto, se lasciato solo può perdurare per un lungo tempo”
Riferendosi specificatamente al tumore alla mammella, Ippocrate descrive un emblematico caso clinico:”in una donna, ad Abdera, si produsse un carcinoma alla mammella; si presenta così: dal capezzolo scorreva un licore sanguinolento; una volta cessato lo scorrimento ella morì”. A parte i sintomi generali di una malattia avanzata, i dati clinici di rilievo del tumore sono la consistenza dura, l'assenza di fenomeni infiammatori e, nel caso della donna di Abdera, la secrezione ematica.
M. Porcio Catone nel De re rustica parla del cancro distinguendone tre varietà: il cancro nero, quello bianco detto anche purulento e quello fistoloso. Una distinzione che non facilita molto la diagnosi, almeno quella di una possibile malignità. Per tutte le forme di cancro, soprattutto nella mammella, Catone consiglia applicazioni esterne di cavolo; a suo dire era una vera panacea.
A livello diagnostico il significato del termine cancro fu coniato da Galeno di Pergamo asserendo che “essi provengono dalla bile nera, ma da una specie di bile nera che non bolle: se questo umore presenta un eccesso di acidità, si formano dei carcinomi ulcerati: per questa ragione sono di colorito più nero che i prodotti flogistici, e non sono caldi: su questi tumori le vene sono ancora piene e più tese che sui tumori infiammatori: questi vasi non sono già più rossi, come nell'infiammazione, ma il loro colore corrisponde a quello dell'umore donde i carcinomi hanno origine. Per la densità di questo umore, il cancro è incurabile, perocché esso umore non può essere né deviato né tolto via, non cede ai purganti generali, si ride dei medicamenti più o meno dolci che si possono applicare, mentre sotto l'influenza dei rimedi più attivi subisce a volte delle esacerbazioni”.
Secondo Ambroise Paré: “Tra le specie di cancri ve ne sono due principali, ossia uno non ulcerato, volgarmente chiamato apostematoso e quasi da tutti gli antichi cancro occulto o larvato, l'altro ulcerato e manifesto. Infine vi sono dei cancri che hanno sede nelle parti interne, come intestini, mesentere, matrice, retto ed altre parti interiori. Le femmine ne sono affette più degli uomini. Ogni cancro è quasi incurabile, o difficilissimo da guarirsi. Quando ha sede nella mammella, apporta spesso infiammazione sotto le ascelle o tumefazione delle ghiandole di questa regione.”
Egli fu il primo ad aver riconosciuto la relazione tra il tumore primitivo e la sua diffusione ai linfonodi. 
Una più accurata distinzione fra tumori benigni e tumori maligni della mammella si deve a Marco Aurelio Severino che nella sua opera descrive il primo adenoma che chiama Glandula. Ritiene, inoltre, che l'asportazione dei tumori benigni può prevenire una loro possibile trasformazione maligna.
Dopo una prima fase antica della medicina, quasi interamente ipotetica dal punto di vista patogenetico, subentra una fase di transizione, rinascimentale, in cui i metodi di osservazione sono ancora embrionali, ma in cui si sviluppano modificazioni essenziali per la conoscenza pratica delle malattie e sulla loro interpretazione teorica. Anche la diagnosi fa piccoli, ma costanti progressi. Giovanni Battista Morgagni descrive alcuni tumori benigni della mammella che manifestano dolori e sintomi congestizi nel periodo mestruale e un tumore comprendente un piccolo pezzo di osso.

## Chirurgia plastica del seno
La chirurgia plastica è in grado di rimodellare il seno, a scopo di miglioramento estetico oppure per riparare i danni indotti da interventi quali l'asportazione di un tumore. Di frequente, vengono utilizzate protesi in silicone o altro.
Tali protesi però presentano aspetti controversi, in parte discussi ed esaminati nelle relative voci.

## La mammella come alimento
L'uso alimentare delle mammelle era in passato diffuso ed è per esempio testimoniato in libri di cucina romani quali il celebre De re coquinaria (L'arte culinaria) di Marco Gavio Apicio. Ai tempi dei romani le mammelle di scrofa, denominate sumen, erano molto apprezzate e venivano in genere sbollentate e poi grigliate, oppure farcite in vari modi.
Attualmente nella macellazione degli animali di allevamento le mammelle vengono invece spesso considerate un sottoprodotto e asportate prima della scuoiatura; esse possono poi essere smaltite come rifiuti oppure utilizzate nella preparazione di mangimi per animali o di fertilizzanti.
Esistono comunque ancora aree dove vengono prodotti alimenti a base di mammella bovina destinati all'alimentazione umana come il salume valdostano teteun o la tétine fumée, oggi tipica del cantone di Friburgo ma che un tempo era molto più diffusa almeno nell'ambito della Svizzera.
In alcune zone della Toscana e a Firenze è ancora diffuso, presso alcuni chioschetti che servono frattaglie come il lampredotto e la "matrice" (utero bovino), gustare panini o crostini con la "poppa", preparati con ghiandola mammaria bovina lessa, affettata e servita su fette di pane con salsa verde o sale e pepe.